# Shaghur
Shaghur, o Shagor, (in ebraico שגור‎?; in arabo الشاغور‎?, ash-Shaghur) era una città araba nel distretto Settentrionale di Israele situata ad est della città costiera di Acri. Era stata creata nel 2003 tramite la fusione di tre consigli locali arabi - Majd al-Krum, Deir al-Asad e Bi'ina. Divenne una città nel 2005. La città fu sciolta il 1º dicembre 2008 con un decreto della Knesset, e ai villaggi componenti prima del 2003 è stata data una posizione indipendente. Era la terza più grande località araba del distretto Settentrionale dopo Nazareth e Shefaram. Il nome Shaghur deriva dal nome della vicina valle che confina con il monte al-Araas in cui fu costruita la città. La città aveva una popolazione di 29 900 abitanti alla fine del 2007.